# Newry (Maine)
Newry è un comune degli Stati Uniti d'America, situato nello stato del Maine, nella contea di Oxford.